# Blepharhymenus brevicornis
Blepharhymenus brevicornis är en skalbaggsart som först beskrevs av Thomas Casey 1893.  Blepharhymenus brevicornis ingår i släktet Blepharhymenus och familjen kortvingar. Inga underarter finns listade i Catalogue of Life.